# Сахалинское морское пароходство
Сахалинское морское пароходство (официально — Публичное акционерное общество «Сахалинское морское пароходство», также Sakhalin Shipping Company, сокращённо — ПАО «СахМП», SASCO) — один из крупнейших российских перевозчиков, обеспечивающих снабжение и транспортно-логистическую связность дальневосточных регионов РФ. Расположен в городе Холмске Сахалинской области.
Более 50 лет Сахалинское морское пароходство организует регулярные перевозки по линии Ванино – Холмск, через которую проходит значительная часть важнейших грузов для нужд Сахалинской области.

## История
После включения в состав СССР Южного Сахалина и Курильских островов в сентябре 1945 года, перед правительством страны встал вопрос об обеспечении этих территорий продовольствием, товарами народного потребления, строительными материалами, производственным оборудованием.
27 октября 1945 года, руководство Наркомфлота СССР приняло постановление о преобразовании Николаевского-на-Амуре государственного морского пароходства (НГМП) в Сахалинское с переводом его управления в порт Маока (ныне Холмск). Начальником был назначен Сергей Маркелов – прежний руководитель НГМП.
Основу транспортного флота составили суда, переданные из Николаевска-на-Амуре и Владивостока и различными ведомствами (трестом «Сахалинуголь»). Все они работали на угле, а их техническое состояние оставляло желать лучшего. СГМП не имело своих судоремонтных мастерских и вынуждено было отправлять пароходы в ремонт во Владивосток и Советскую Гавань.
В 1951-1952 годах на балансе предприятия числилось 40 плавединиц общим дедвейтом свыше 100 тыс. тонн. В этот период флот СахМП пополнили первые серийные суда типа «Тисса», построенные венгерскими корабелами, а также польские суда типа «Донбасс» и финские лесовозы типа «Хасан». Одновременно велись работы по модернизации имевшихся пароходов. На них не было ни гирокомпасов, ни эхолотов, ни радиолокаторов. Часть судов была переведена с твёрдого на жидкое топливо. С 1946 по 1955 год благодаря этим мероприятиям объём перевозок значительно вырос – в 2,6 раза. Последним судном, работавшим на угле, из состава флота был выведен в 1968 году пароход «Ялта».
Вскоре решилась и проблема с кадрами в связи с переездом в 1949 году из Николаевска-на-Амуре в Холмск учебного учреждения, которое впоследствии было переименовано в Сахалинское мореходное училище (ныне – филиал Морского государственного университета имени адмирала Г.И. Невельского – Сахалинское высшее морское училище имени Т.Б. Гуженко). На судах СахМП трудились также выпускники мореходных школ и училищ Ленинграда, Одессы, Ростова-на-Дону, Астрахани, Батуми, Баку, Риги, Таллина, Владивостока.
Активно развивалась соревновательная система, к примеру, за присвоение званий «Экипаж коммунистического труда» или «Лучший экипаж». В 1968 году транспортному флоту СахМП – единственному в стране – было присвоено звание комсомольско-молодёжного. В 1976 году Указом Президиума Верховного Совета СССР от 13 января предприятие было награждено орденом Трудового Красного Знамени.
Более эффективно флот стал работать с вводом в эксплуатацию дизельного морского транспорта, ходившего на недорогом топливе, оснащённого современными машинами и автоматизированными установками. Возросла средняя скорость движения судов, следовательно, увеличился объём перевозок. На пополнение флота, оснащение его приборами, механизмами, портовое строительство в 1946-1958 годах государство выделило около 1 млн рублей.
3 сентября 1964 года было принято Постановление ЦК КПСС и Совета министров СССР «О мерах по ускорению развития производительных сил Сахалинской области». Одной из этих мер стало строительство морской железнодорожной переправы Ванино – Холмск. Её запуск был осуществлён в 1973 году. Новаторское для того времени решение о доставке на остров морем не грузов, ранее шедших по железной дороге, а собственно железнодорожных вагонов позволило максимально упростить процесс перевозки, сократить сроки и сделать её удобной для грузоотправителя.
Высвободившиеся транспортные суда, ранее перевозившие грузы с материковой части России на Сахалин, стали осваивать новые направления. В середине 1980-х годов Сахалинское морское пароходство стало самостоятельным подразделением, выйдя из состава всесоюзного объединения «Совфрахт». Именно в эти годы иностранные грузовладельцы познакомились с маркой SASCO. Большинство из них до сих пор составляет основную клиентскую базы компании.
В годы СССР работники пароходства неоднократно поощрялись государством. Героями Социалистического Труда стали  Игорь Грицук, Василий Былков, Владимир Корсков и некоторые другие.
В 2000-е годы с началом массовых перевозок дизель-электроходами типа «Сахалин» автотрейлеров с грузами для области на островах паромная переправа Ванино – Холмск перестала быть только железнодорожной. Сахалинское морское пароходство является одним из важнейших участников дальневосточных программ северного завоза. Обеспечение жителей и предприятий арктического побережья Чукотки социально значимыми товарами потребовало от судоходной компании вернуться к работе на трассе Северного морского пути.С 2014 года суда пароходства обслуживают не только восточный сектор этого маршрута, но и осуществляют сквозные перевозки по всей трассе Севморпути. Развитие этого направления является одной из ключевых задач СахМП. 
15 августа 2022 года контейнерный оператор Группы компаний «Дело» сообщил о закрытии сделки по приобретению контрольного пакета акций Сахалинского морского пароходства.

## Деятельность

### Линейные перевозки
Линейные сервисы Сахалинского морского пароходства представлены главным образом каботажными направлениями, задача которых – обеспечить всем необходимым жителей регионов Дальнего Востока, не имеющих постоянной устойчивой сухопутной связи с основной частью страны.

### Трамповые перевозки
Нерегулярные (трамповые) перевозки по маршруту, не покрываемому сетью регулярных линий SASCO, могут быть осуществлены любым из судов компании, не занятым на линиях. Компания может организовать работу практически любого доступного на рынке судна на Дальнем Востоке России, в Юго-Восточной Азии и других регионах. 

### Паромные перевозки
Паромная переправа связывает остров Сахалин с материковой частью России регулярным круглогодичным транспортным сообщением. Время перехода парома из порта в порт в среднем составляет 16-18 часов (в зависимости от погодных условий в Татарском проливе). Дизель-электроходы выполняют в среднем 45 рейсов в месяц.
Перевозки на линии Ванино – Холмск осуществляются паромными судами, спроектированными и построенными специально для работы на данной линии. Два из трёх паромов («Сахалин-8» и «Сахалин-9») помимо перевозки грузов осуществляют и пассажирские перевозки. «Сахалин-10» рассчитан на перевозку широкой номенклатуры опасных грузов. В среднем в течение года по линии перевозится порядка 20 000 человек. По пассажирообороту между Сахалином и материком SASCO является одним из крупнейших перевозчиков на Дальнем Востоке наряду с различными авиакомпаниями.

### Мультимодальные перевозки
Агенты SASCO помогут доставить груз из ключевых транспортных пунктов России, таких как Москва, Екатеринбург, Новосибирск, Санкт-Петербург, в порты Дальнего Востока. Перевозка осуществляется по одному договору морским, железнодорожным и автотранспортом.

## Флот
Флот SASCO способен перевозить самый широкий спектр грузов: контейнеры, генеральные, насыпные и навалочные, лес и продукты деревопереработки. Флот компании насчитывает 12 судов, в том числе 8 транспортных, 3 дизель-электрохода и 1  буксир. Все суда, кроме БК, имеют ледовый класс не ниже Л1.
Разнообразие типов судов позволяет ПАО «СахМП» предложить каждому клиенту наиболее эффективную технологию перевозки самых разнообразных грузов – больших судовых партий насыпных или навалочных грузов, небольших объёмов грузов в контейнерах (в том числе рефрижераторных), мультимодальные перевозки грузов, следовавших по суше повагонными партиями или ролкерными отправками. Все суда SASCO ходят под российским флагом и приписаны к порту Холмск.

## Санкции
20 июля 2023 года Сахалинское морское пароходство включено в блокирующий санкционный список США. Власти США отмечают, что пароходство «участвует в расширении торговых маршрутов России за счет новых стран в связи с тем, что Российская Федерация стремится восстановить экономические связи, утраченные в результате вторжения на Украину». Под санкции попала паромная линия Ванино – Холмск и «Восток Трейд Инвест», входящая в состав компании, а также весь принадлежащий пароходству флот. Физическим и юридическим лицам США запрещено ведение любых дел с участием судоходной компании и кораблями компании. Ранее, 19 октября 2022 года, пароходство включено в санкционный список Украины как компания «имеющая стратегическое значение для Правительства России». Также под украинские санкции попали связанные с компанией лица.